# قناة فريدي
قناة فريدي، هي قناة صالحة للملاحة في ساحل العاج، وتربط ميناء أبيدجان بالمحيط الأطلسي. تم تشييدها في عام 1950م وسميت على اسم قرية فريدي.